# Karolina Kucharczyk

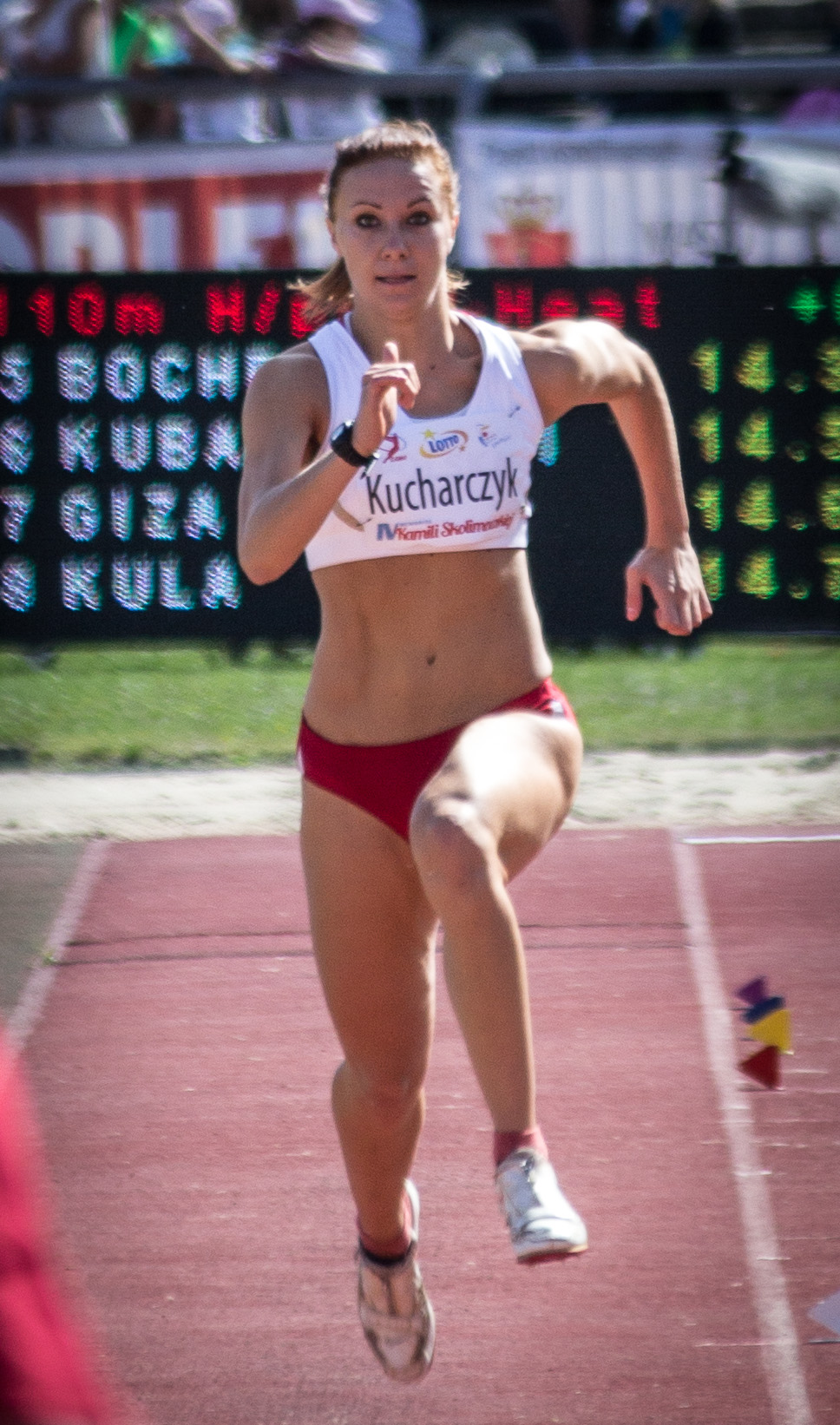
Karolina Kucharczyk (2013)

Karolina Kucharczyk (* 24. April 1991 in Rawicz) ist eine polnische Paralympionikin. Sie startet in Leichtathletik in der Klasse T20.
Sie trainierte bei MUKS Kadet Rawicz. Im Jahr 2017 wurde ihr Sohn geboren, kurz darauf begann sie wieder mit dem Training.
Vom polnischen Staatspräsidenten wurde sie 2013 und 2016 mit dem Verdienstkreuz der Republik Polen in Gold und 2021 als Offizier des Ordens Polonia Restituta ausgezeichnet.

## Erfolge
- Paralympische Spiele (Weitsprung)
  - 2012: 1. Platz
  - 2016: 2. Platz
  - 2020: 1. Platz
- Weltmeisterschaften im Weitsprung
  - 2011 Christchurch: 2. Platz
  - 2013 Lyon: 1. Platz
  - 2015 Doha: 1. Platz
  - 2019 Dubai: 1. Platz

- Europameisterschaften
  - 2018 Berlin: 1. Platz
  - 2021 Bydgoszcz: 1. Platz